# Herregårde i Københavns Amt
Herregårde i Københavns Amt. Fra 1808 til 1970 omfattede amtet også det tidligere Roskilde Amt (se separat artikel om herregårde i Roskilde Amt).
Før kommunalreformen i 1970 bestod amtet (det oprindelige Københavns Amt) af 2 herreder:

## Sokkelund Herred
- Bernstorff Slot (ikke en hovedgård, men medtaget her pga. sin størrelse)
- Herlev Sædegård (forsvundet)
- Hjortespring (forsvundet)
- Husum Hovedgård (forsvundet)
- Dronninggård
- Frederiksdal
- Utterslev Hovedgård (forsvundet)

## Smørum Herred
- Benzonsdal
- Edelgave (Smørum Sogn)
- Kathrinebjerg (Sengeløse Sogn)